# Antonia (pel·lícula)
Antonia, també coneguda com a Antonia's Line, és una coproducció europea (Països Baixos, Bèlgica i Regne Unit) de 1995 que narra de manera aparentment bucòlica la crònica familiar de quatre generacions de dones. Entre altres premis, va obtenir l'Oscar a la millor pel·lícula de parla no anglesa el 1996.
Al film s'hi barregen amor i mort, Schopenhauer i Nietzsche, hospitalitat i alegria, feminisme i sexe, comunitat i religió, música i pintura, etcètera, i representa un cant a la vida i a la llibertat.
Es va emetre per primer cop a TV3 en català el 24 de febrer del 2004.

## Argument
Antonia, una dona ja gran, repassa la seva vida estirada al seu llit, convençuda que morirà llavors. La història comença amb la seva arribada al poble on va néixer, un cop acabada la Segona Guerra Mundial. La vella granja al camp que hereta de la seva mare es converteix en l'escenari de la història de quatre generacions de dones, i en la llar dels diferents personatges que hi intervenen: familiars, amics i veïns.
La matriarca de la família és una dona independent, forta, treballadora i excèntrica. La seva lluita feminista es barreja amb la quotidianeïtat de la vida al poble, i en canvia els aspectes més estrictes. La seva filla Danielle és lesbiana, fet que es tracta amb total normalitat; són una família estimada a la vila i això no suposa cap diferència. Therese, la filla d'aquesta, és una superdotada per a la música i és també la mare de Sarah, la narradora de la història.

## Repartiment
- Willeke van Ammelrooy: Antonia
- Els Dottermans: Danielle
- Dora van der Groen: Allegonde
- Veerle van Overloop: Thérèse
- Esther Vriesendorp: Thérèse (als 13 anys)
- Carolien Spoor: Thérèse (als 6 anys)
- Thyrza Ravesteijn: Sarah
- Mil Seghers: Kromme Vinger
- Jan Decleir: Boer Bas
- Elsie de Brauw: Lara
- Reinout Bussemaker: Simon
- Marina de Graaf: Deedee
- Jan Steen: Lippen Willem
- Catherine ten Bruggencate: Malle Madonna
- Paul Kooij: Protestant

## Premis
- Oscar a la millor pel·lícula de parla no anglesa, l'any 1996.
- Premis Golden Calf a la millor actriu i a la millor direcció de pel·lícula, atorgats a Willeke van Ammelrooy i a Marleen Gorris respectivament, al Festival de cinema dels Països Baixos de 1995
- Premi People's Choice per a Marleen Gorris al Festival Internacional de Cinema de Toronto.
- Premi Joseph Plateau a la millor actriu belga atorgat a Els Dottermans el 1996.

També va estar nominada als premis BAFTA i GLAAD, així com al Festival Internacional de Cinema de Valladolid.